# Гиоргицминда (Сагареджойский муниципалитет)
Гиоргицминда (груз. გიორგიწმინდა) — село в Грузии. Находится в Сагареджойском муниципалитете края Кахетия. Высота над уровнем моря составляет 750 метров. Население — 2307 человека (2014).